# Gwenn ha Du (groupe armé)
Pour les articles homonymes, voir Gwenn ha du (homonymie).
| \| Rennes · (1932, 1936) Quimper · (1936, 1939) Ingrandes · (1932) Saint-Brieuc · (1936) Pontivy · (1938) Nantes · (1936) Carhaix · (1941) \| Villes touchées par des attentats. |
| Rennes · (1932, 1936) Quimper · (1936, 1939) Ingrandes · (1932) Saint-Brieuc · (1936) Pontivy · (1938) Nantes · (1936) Carhaix · (1941)                                          |

Gwenn ha Du (signifiant « Blanc et Noir », du nom du drapeau breton) était une organisation armée bretonne créée fin 1930 à Paris par Célestin Lainé et Guillaume Berthou. Elle prône l'action directe et publie un bulletin confidentiel d'instruction « militaire » visant à expliquer les méthodes terroristes. La référence à l'Irlande est nette, et le premier attentat en 1932 a lieu à un moment où l'IRA engage une nouvelle campagne d'attentats en Angleterre. Pendant sa dizaine d'années d'activité, il n'est reproché aucune victime à ce groupuscule.

## L'Union de la Bretagne à la France
En juillet 1932, décision est prise de détruire un monument qui choque les consciences des nationalistes bretons : le monument symbolisant l’union de la Bretagne à la France, du sculpteur Jean Boucher à Rennes. Son inauguration, 20 ans plus tôt, fut l'occasion de la première manifestation du Parti nationaliste breton. Célestin Lainé fabrique une bombe dans sa chambre. Il s'agit d'une boîte de lait condensé remplie de nitroglycérine. Le détonateur est fourni par un débardeur de bois. Olier Mordrel indiquera qu'il était averti de cette opération.

### Organisation
De récents travaux désignent André Geffroy comme auteur de l'attentat qui, le 7 août 1932 au matin, détruit le monument de l'Union de la Bretagne à la France, sur la place de la mairie de Rennes. Mais de nombreuses sources concordent pour attribuer la paternité de l'attentat à Célestin Lainé. Le monument représente la duchesse Anne de Bretagne à genoux devant le roi de France. Il place l'engin derrière la tête du roi, sur le monument situé au centre de la façade de la mairie de Rennes. La détonation a lieu à 4 heures du matin, et arrache la masse de bronze de sa niche, la projette au sol où elle se brise. Toutes les vitres sont pulvérisées dans un rayon de cent mètres. Le 7 août 1932, le groupuscule revendique l’attentat (le contexte est alors celui des cérémonies qui doivent avoir lieu à Vannes, en célébration du quatrième centenaire de cette union, sous la présidence d'Édouard Herriot, président du Conseil).

### Réactions
L'Humanité, journal communiste, dans son édition du 8 août 1932, prend fait et cause pour les autonomistes : « Le gros Herriot […] n'a point parlé de l'écrasement de toute civilisation celtique par la France, de l'abandon culturel où le pays dominateur a laissé la Bretagne, refusant de reconnaître la langue du pays, détruisant toute culture, étendant l'ignorance. Réservoir d'hommes, parc à boucherie de guerre, c'est tout ce qu'Herriot considère en Bretagne ». Le groupe Gwenn ha Du est inconnu de tous. La presse régionale et nationale les traite de malfaiteurs, de vandales et de fous dangereux.

### Arrestations
Rapidement, les autorités officielles suggèrent la main de l'étranger, en l'occurrence l'Allemagne. Le 11 août 1932, six militants autonomistes sont arrêtés, dont Théophile Jeusset (qui venait juste de solliciter un passeport pour l'Allemagne), et les frères Catteliot. Quatre des interpellés avouent que Guillaume Berthou a fourni la nitroglycérine. Ce dernier est condamné par le Kuzul Meur à s'exiler à Marseille pour avoir dénoncé plusieurs Bretons aux policiers français (source : Ronan Caouissin dans Gwenn ha Du, et la Révolution permanente). Les prisonniers se rétractent ; après plus de cinquante jours en détention préventive, ils sont libérés.

## Présentation
Gwenn ha Du, qui est vu par les pouvoirs publics comme la branche armée du Parti national breton, ne possède pas en fait de liens avec celui-ci, bien que les dirigeants du PNB soient au courant de ses activités. Cette organisation poursuit durant quelques mois ses actions « terroristes ». Un Kuzul Meur (« Grand Conseil » secret) fait son apparition à cette époque, réunissant des représentants du Parti national breton, du Gwenn ha Du et du Bleun Brug. Anna Debeauvais affirme dans son livre : « J'avais déjà gardé des explosifs dans mon appartement en 1932, mais comme c'était François Debeauvais qui avait pris soin de les entreposer, j'avais à veiller seulement à ce que personne n'y touche. »

## Attentats

### Attentat du 20 novembre 1932
Le 20 novembre 1932, Célestin Lainé et deux acolytes font sauter la voie ferrée entre Ingrandes et Champtocé, peu avant que le train officiel du chef du gouvernement Édouard Herriot ne franchisse les marches de Bretagne. Le train s'arrête devant les rails coupés par les charges d'explosifs. Herriot se rend cependant ensuite à Nantes pour célébrer le 400e anniversaire de l'acte d'union de la Bretagne à la France. La police arrête le premier acolyte, qui avoue et dénonce Lainé, puis le deuxième acolyte, qui avoue à son tour et dénonce également Lainé. En fin de compte tout le monde est relâché. Alain Déniel, dans son livre, rapportant ses faits s'interrogera sur ces faits : « tout cela ne manque pas d'être très troublant et conduit à s'interroger sur la nature exacte des relations de la police avec certains membres du mouvement ».
Trois attentats suivirent :

### 1. Préfectures
- le 13 avril 1936, (date du 20e anniversaire de l'insurrection irlandaise) avec les incendies de quatre préfectures (Rennes, Saint-Brieuc, Quimper et Nantes)

### 2. Monument de la Fédération bretonne-angevine
- le 18 décembre 1938, avec l'explosion du monument de la Fédération bretonne-angevine à Pontivy (soit 4 jours après les inculpations d'Olier Mordrel et François Debeauvais). Olier Mordrel précise dans son livre Breiz Atao qu'il a fourni lui-même le matériel, volé au cours d'une période d'instruction qu'il avait effectuée en tant qu'officier de réserve, et que l'auteur de l'attentat était Hervé Le Helloco, neveu d'un magistrat qui habitait sur la place.

### 3. Préfecture de Quimper
- l'attentat de la préfecture de Quimper le 28 février 1939.

### Pendant la guerre
Le 13 mai 1941, la police soupçonne cette organisation d'un attentat contre la gendarmerie de Carhaix, à la suite d'un communiqué adressé aux membres du Conseil national à Vichy, affirmant que ses commandos sont prêts à passer à l'action au cas où la délimitation de la future province ne respecterait pas les frontières historiques de la Bretagne.
On trouve dans L'Heure bretonne, journal du Parti national breton collaborationniste, des communiqués des clandestins, qui sont en fait connus pour leur appartenance aux milices de Célestin Lainé.

## Membres
Membres de cette organisation secrète: Célestin Lainé, Francis Bayer du Kern, Hervé Le Helloco, Guillaume Berthou, Théophile Jeusset, Fant Rozec, …